# Gone Again
Albums de Patti Smith
Dream of Life
(1988) Peace and Noise
(1997)
Singles
1. Summer Cannibals
Sortie : 1er juin 1996

Gone Again est un album studio de Patti Smith, sorti le 18 juin 1996. 
La production de l'album a été précédée par le décès de nombreux proches de Patti Smith, dont son mari Fred « Sonic » Smith, son frère Todd, Robert Mapplethorpe, Richard Sohl et Kurt Cobain avec qui elle avait sympathisé. Gone Again fut également la dernière performance studio de Jeff Buckley, réalisée avant sa mort, moins d'un an plus tard.

## Liste des titres
| No  | Titre                      | Durée |
| --- | -------------------------- | ----- |
| 1.  | Gone Again                 | 3:16  |
| 2.  | Beneath the Southern Cross | 4:35  |
| 3.  | About a Boy                | 8:15  |
| 4.  | My Madrigal                | 5:09  |
| 5.  | Summer Cannibals           | 4:10  |
| 6.  | Dead to the World          | 4:17  |
| 7.  | Wing                       | 4:53  |
| 8.  | Ravens                     | 3:56  |
| 9.  | Wicked Messenger           | 3:49  |
| 10. | Fireflies                  | 9:33  |
| 11. | Farewell Reel              | 3:54  |

## Personnel

### Musiciens
- Patti Smith : Chant, guitare acoustique
- Lenny Kaye : Guitare acoustique et électrique
- Jay Dee Daugherty : Batterie
- Tonny Shanahan : Basse
- Oliver Ray : Guitare, whistle

### Musiciens additionnels
- Eileen Ivers : Violon
- John Cale : Orgue
- Jeff Buckley : Chant
- Jane Scarpantoni : Violoncelle
- Sperbs : Guitare
- Whit Smith : Guitare
- Malcolm Burn : Guitare
- Kimberly Smith : Mandoline
- Luis Resto : Claviers
- César Diaz : Guitare
- Hearn Gadbois : Percussions
- Tom Verlaine : Guitare

## Classements
| Classement                    | Meilleure position |
| ----------------------------- | ------------------ |
| Allemagne (Media Control AG)  | 28                 |
| Autriche (Ö3 Austria Top 40)  | 21                 |
| Belgique (Flandre Ultratop)   | 29                 |
| Belgique (Wallonie Ultratop)  | 45                 |
| États-Unis (Billboard 200)    | 55                 |
| France (SNEP)                 | 46                 |
| Norvège (VG-lista)            | 33                 |
| Pays-Bas (Mega Album Top 100) | 51                 |
| Royaume-Uni (UK Albums Chart) | 44                 |
| Suède (Sverigetopplistan)     | 18                 |
| Suisse (Schweizer Hitparade)  | 29                 |